# Naissance en 1171
Naissance
- 1167
- 1168
- 1169
- 1170
- 1171
- 1172
- 1173
- 1174
- 1175

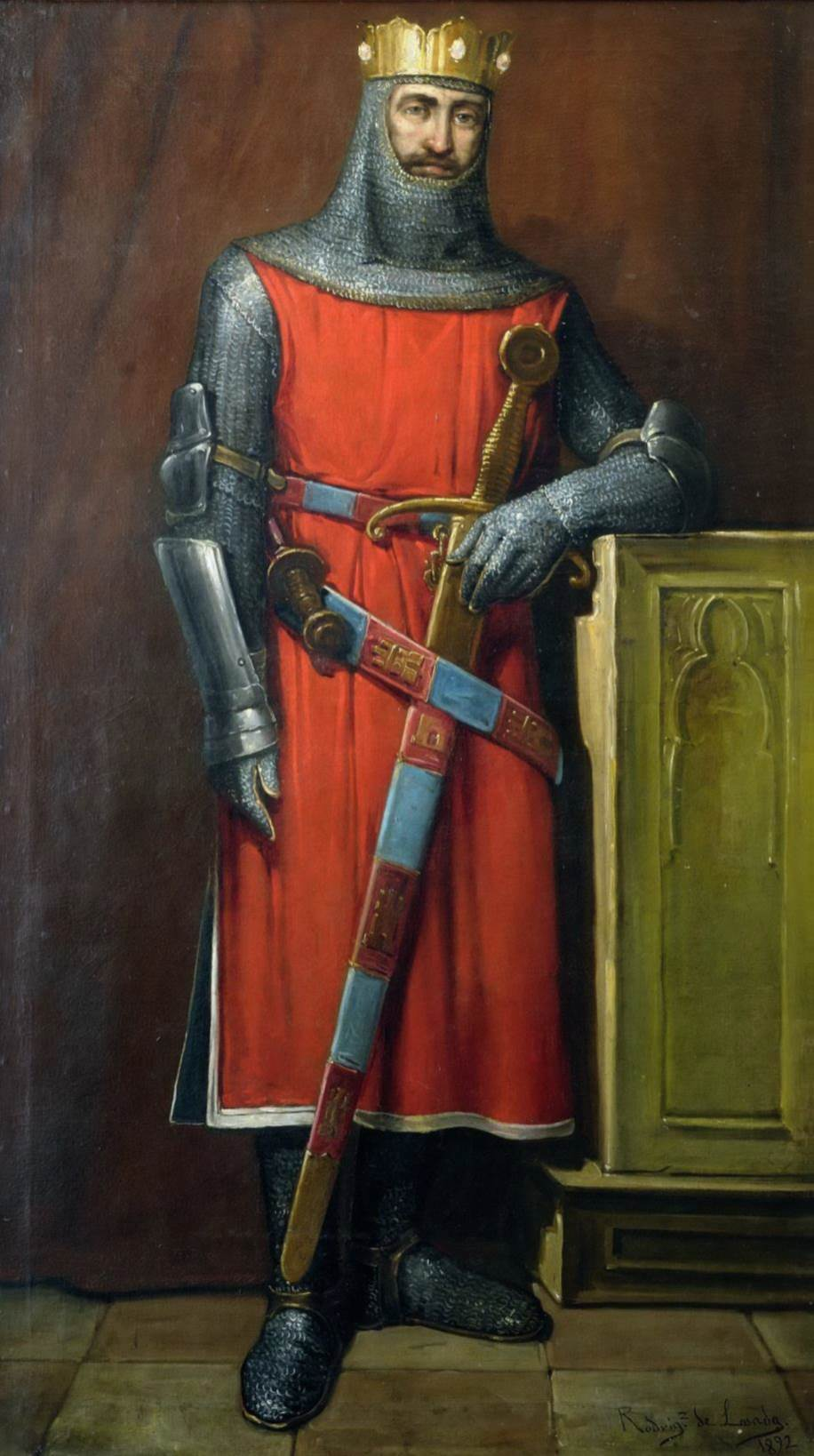
Alphonse IX de León, né en 1171.

Cette page dresse une liste de personnalités nées au cours de l'année 1171 :
- 15 août: Alphonse IX de León, roi de León et de Galice

- Agnès de France, fille du roi des Francs Louis VII le Jeune puis impératrice de Byzance.
- Baudouin VI de Hainaut, comte de Hainaut et empereur de Constantinople (Baudouin Ier).
- Fujiwara no Toshinari no Musume, poétesse japonaise de la fin de l'époque de Heian et du début de l'époque de Kamakura.
- Minamoto no Michitomo, politique et poète japonais waka.
- Saionji Kintsune, courtisan kugyō de première catégorie et poète japonais de la fin de l'époque de Heian et du début de l'époque de Kamakura.

date incertaine (vers 1171) :
- El-Malik ed-Zahir Ghazi, émir d’Alep.
- Stephen Segrave, justiciar en chef (équivalent de Premier ministre) d'Henri III d'Angleterre.

## Crédit d'auteurs
- Cet article est partiellement ou en totalité issu de l'article intitulé « 1171 » (voir la liste des auteurs).